# Nicky Gumbel
Nicolas Glyn Paul “Nicky” Gumbel (sinh ngày 28 tháng 4 năm 1955) là mục sư Anh giáo và là một tác gia. Ông nổi tiếng như là nhân vật phát triển Giáo trình Alpha. Chương trình này được thành lập với mục tiêu giới thiệu những nguyên lý căn bản của Cơ Đốc giáo thông qua những buổi hội thảo và diễn thuyết, và được miêu tả như là “cơ hội để tìm hiểu về ý nghĩa của cuộc sống." Giáo trình Alpha nhận được sự ủng hộ của nhiều giáo đoàn thuộc các hệ phái Cơ Đốc trên toàn cầu.
Từ năm 2005, Gumble là Quản nhiệm Nhà thờ Holy Trinity Brompton thuộc Giáo hạt Luân Đôn, Giáo hội Anh.

## Cuộc đời và sự nghiệp
Chào đời ngày 28 tháng 4 năm 1955, Nicky Gumbel là con trai của Walter Gumbel, một người Đức gốc Do Thái đến từ Stuttgart, Đức. Sau khi bị chế độ Đức Quốc xã tước giấy phép hành nghề luật, Walter Gumbel di cư sang Anh, cuối cùng trở thành một luật sư thành công trên quê hương mới. Mẹ của Gumbel, làm việc cho Hội đồng Đô thị Luân Đôn trong nhiều năm trước khi đảm nhiệm chức vụ Thị trưởng Hạt Kensington và Chelsea.
Gumbel theo học tại Trường trung học Eton, rồi học luật ở Trường Trinity, Đại học Cambridge, tốt nghiệp năm 1976, và hành nghề luật. Từ một người vô thần, Gumbel tiếp nhận đức tin Cơ Đốc trong thời sinh viên. Năm 1982, Gumbel quyết định từ bỏ nghề luật, năm sau, 1983, ông vàoTrường Wycliffe, Đại học Oxford, để nghiên cứu thần học và mục vụ. Năm 1986, ông tốt nghiệp với học vị Thạc sĩ, thụ phong chấp sự, và được bổ nhiệm phụ tá quản nhiệm Nhà thờ Holy Trinity Brompton thuộc Giáo hạt Luân Đôn. Holy Trinity Brompton là giáo đoàn Anh giáo lớn nhất Anh Quốc với khoảng 4 000 tín hữu tham gia hằng tuần. Năm 1987, ông thụ phong mục sư. Chín năm sau, Gumbel được Giám mục Luân Đôn chỉ định kiêm nhiệm Tuyên úy cho Giáo trình Alpha.
Năm 2005, Gumbel nhậm chức quản nhiệm Nhà thờ Holy Trinity Brompmton thay thế Mục sư Sandy Millar, người trở thành Giám mục Phụ tá Giáo hạt Luân Đôn.
Năm 2007, Đại học Gloucestershire (George Carey, cựu Tổng Giám mục Canterbury, là viện trưởng) trao tặng Gumbel văn bằng tiến sĩ danh dự vinh danh ông về những đóng góp qua Giáo trình Alpha.

## Trải nghiệm tâm linh
Cha là người Do Thái, mẹ là tín hữu Anh giáo chỉ trên hình thức, Gumbel sớm trở thành người vô thần, cậu học sinh trường Eton cảm thấy tôn giáo thật “tẻ nhạt”. Mãi đến năm học đầu tiên ở Cambridge, Gumbel mới tiếp nhận đức tin Cơ Đốc, “Cha mẹ tôi cũng có chút lo âu. Mẹ tôi nói cũng tốt thôi miễn là đừng thay đổi cách sống. Còn cha tôi thì quan ngại cho con đường sự nghiệp trở thành luật sư của tôi. Đối với ông, đó là sự chọn lựa duy nhất cho tôi.”
Gumbel thuật lại trải nghiệm tâm linh của mình, “Tôi đọc Tân Ước. Không thể tin nổi tôi đang đọc [Kinh Thánh]. Những câu chuyện về Chúa Giê-xu cuốn hút tôi. Tính cách của Ngài, lời giáo huấn, và những dụ ngôn. Đó là một xâu chuỗi dẫn đến chân lý.”

## Giáo trình Alpha
Năm 1990, Gumbel được bổ nhiệm phụ trách Giáo trình Alpha, được thành lập từ năm 1977. Có những thay đổi quan trọng diễn ra dưới sự điều hành của Gumbel, biến chương trình này từ mục tiêu giúp đỡ tân tín hữu trở thành một phong trào truyền bá phúc âm.
Trong hai thập niên Phong trào Tin Lành ở Anh chứng kiến một sự tiến triển vượt bậc, từ một nhóm nhỏ được miêu tả như là sự du nhập từ văn hóa Mỹ, ngày nay có hơn 1, 2 triệu người gia nhập Giáo trình Alpha, và mỗi chủ nhật có hàng ngàn người đến tham dự những buổi lễ thờ phượng tại Nhà thờ Holy Trinity Brompton. Đây được xem là câu chuyện thành công rực rỡ nhất cho Cơ Đốc giáo ở Anh Quốc.
Từ 4 giảng khóa được tổ chức trong năm 1991 đến năm 1995 đã có cả thảy 2 500 khóa học, đỉnh điểm là 10 500 giảng khóa trong năm 1998. Tới năm 2015, Giáo trình Alpha đã tổ chức các khóa học tại 169 quốc gia với 112 ngôn ngữ, có hơn 27 triệu người tham dự các giảng khóa. Họ đến từ các giáo hội Anh giáo, Lutheran, Trưởng Lão, Baptist, Giám Lý, Ngũ Tuần, Chính Thống giáo, và Công giáo.
Gumbel là tác giả một số sách liên quan đến Giáo trình Alpha, trong đó có quyển Questions of Life bán hơn một triệu ấn bản, và được xuất bản với 48 ngôn ngữ. Năm 1994, tác phẩm này được bầu chọn là “Sách Cơ Đốc của Năm”. Các tác phẩm khác của ông gồm có Why Jesus, Searching Issues, Telling Others, A Life Worth Living, Challenging Lifestye, Heart of Revival, và 30 Days.

## Đời tư
Năm 1978, Nicky Gumbel kết hôn với Pippa, họ có ba người con đã trưởng thành: Henry, Jonathan, và Rebecca.
Nicky Gumbel và Justin Welby, Tổng Giám mục Canterbury, là hai người bạn thân. Suýt soát tuổi đời và cùng có những điểm chung: cả hai đều học ở Eton, rồi Trinity College, Đại học Cambridge, sau khi thành đạt lại từ bỏ tất cả để cung hiến cuộc đời cho Chúa, và trở thành những nhân vật nhiều ảnh hưởng nhất trong cộng đồng Anh giáo.